# Gervais Ndirakobuca
Gervais Ndirakobuca (* 1970 in Cibitoke) ist ein ehemaliger Rebellenkommandeur und Polizeikommissar in Burundi. Seit dem 7. September 2022 ist er Premierminister des Landes, nachdem er zuvor Minister für Inneres, öffentliche Sicherheit und Gemeindeentwicklung war. Aufgrund seiner gewaltsamen Unterdrückung der Bürgerproteste im Jahr 2015 in Burundi wurde er wegen Menschenrechtsverletzungen von den Vereinigten Staaten und der Europäischen Union sanktioniert, als ihn Präsident Évariste Ndayishimiye zum Sicherheitsminister ernannte.

## Leben
Gervais Ndirakobuca wurde im Jahr 1970 in Bukinanyana, Provinz Cibitoke, Burundi, geboren. Während des burundischen Bürgerkriegs, der 2005 endete, fungierte er als Rebellenkommandeur und wurde auch als „Ndakugarika“ bezeichnet, was in der Kirundi-Sprache „Ich werde dich töten“ bedeutet. Nach dem Krieg trat er in die Nationalpolizei ein und stieg schließlich zum Kommissar (Generalleutnant) auf. Als Polizeikommissar setzte er jedoch übermäßige Gewalt ein, um die Bürgerproteste im Jahr 2015 zu unterdrücken, die als Reaktion auf die Änderung der Verfassung stattfanden, die Präsident Pierre Nkurunziza das gesetzliche Recht gab, für eine dritte Amtszeit zu kandidieren. Aus diesem Grund wurden von mehreren Ländern Sanktionen gegen Ndirakobuca verhängt.
Trotz seiner umstrittenen Vergangenheit ernannte ihn der Präsident Burundis, Evariste Ndayishimiye, im Juni 2020 zum Innenminister, wodurch Ndirakobuca zum international am stärksten sanktionierten Mitglied des Kabinetts der nationalen Regierung Burundis wurde. Er wurde als stellvertretender Premierminister angesehen, hatte ein überwältigendes Portfolio in drei Schlüsselministerien und wurde auch als „Superminister“ bezeichnet. Später wurden seine Ministerien jedoch zu einem einzigen Ministerium zusammengelegt.
Am 7. September 2022 wurde Ndirakobuca Premierminister von Burundi und ersetzte Alain-Guillaume Bunyoni. Seine Ernennung erfolgte, nachdem Ndayishimiye vor einem geplanten Staatsstreich gegen seine Regierung gewarnt hatte. Ndirakobuca wurde einstimmig vom Parlament für die Position gewählt.